# Johann Gotthelf Stritter
Johann Gotthelf Stritter ou Jean Gotthelf Stritter (janvier 1740 à Idstein, Duché de Nassau - 2 mars 1801 dans l'Empire russe) est un historien et démographe. Il a rédigé en latin une volumineuse étude des populations de l'Empire byzantin, traduite en russe, allemand et grec. 

## Biographie
Johann Gotthelf Stritter naît en janvier 1740 à Idstein dans le Duché de Nassau.
Installé à Saint-Pétersbourg dans l'Empire russe, Stritter est nommé archiviste de l'État en 1780, puis conseiller d'État.
En 1768, l'Académie des sciences de Saint-Pétersbourg lui commande une étude démographique sur l'Empire byzantin selon les plans d'August Ludwig Schlözer. De 1771 à 1780, Stritter publie, aux frais de l'Académie, Memoriae populorum, olim, ad Danubium, Pontium Euxinum, Paludem Maeotidem, Caucasum, Mare Caspium, et inde magis ad septentriones incolentium, une étude sur les populations antiques (selon les notes de François Guizot) de 4 000 pages rédigée en latin. Elle porte sur les populations à proximité du Danube, de la mer Noire (Pont-Euxin), de la mer d'Azov (Palus Méotides) et de la mer Caspienne, sur la population du Caucase ainsi que sur ce qu'il appelle « les habitants du Nord ». L'ouvrage a été traduit en russe (Izviestīi︠a︡ vizantīĭskikh istorikov, obi︠a︡sni︠a︡i︠u︡schïi︠a︡..., 1770-1775), en allemand (Allgemeine nordische geschichte. Aus den neuesten und besten nordischen schriftstellern..., 1771) et en grec (1779).
Stritter meurt le 2 mars 1801 dans l'Empire russe.

## Œuvres
- (la) Memoriae populorum, olim, ad Danubium, Pontium Euxinum, Paludem Maeotidem, Caucasum, Mare Caspium, et inde magis ad septentriones incolentium
  - vol. 1, 812 p. [lire en ligne]
  - vol. 2, 1094 p. [lire en ligne]
  - vol. 3, 1214 p. [lire en ligne]
  - vol. 4, 900 p. [lire en ligne]

Stritter a publié d'autres ouvrages, mais en russe.